# Acraea hoursti
Acraea hoursti är en fjärilsart som beskrevs av Le Cerf 1927. Acraea hoursti ingår i släktet Acraea och familjen praktfjärilar. Inga underarter finns listade i Catalogue of Life.